# Guignardia podocarpi
Guignardia podocarpi är en svampart som beskrevs av Crous 1996. Guignardia podocarpi ingår i släktet Guignardia och familjen Botryosphaeriaceae.   Inga underarter finns listade i Catalogue of Life.